# Кралство Етрурия
Кралство Етрурия (на френски: Royaume d’Étrurie; на италиански: Regno di Etruria) съществува между 1801и 1807 г. в Етрурия и е васална държава на наполеонска Франция. То е обхващало голяма част на бившето Велико херцогство Тоскана. Името му идва от древното римско име за страната на етруските, Етрурия.

## История
Наполеон е договорил през 1801 г. с Испания и Дом Бурбон-Парма, Херцогство Парма след смъртта на неговия херцог Фердинанд да премине към Франция, а Домът Бурбон-Парма да поеме новоорганизацията на Кралство Етрурия. За да направи место за Бурбоните, хабсбургският велик херцог на Тоскана, Фердинанд III е обезщетен с Княжеското архиепископство Залцбург, след което пармаеският ербпринц Лудвиг I е поставен на своята владетелска служба като „Крал на Етрурия“.
Първият крал на новото кралство, Лудвиг I, умира млад през 1803 г., затова неговата вдовица, инфантата Мария Луиза Испанска (1782 – 1824), дъщеря на крал Карл IV от Испания, поема регентството за нейния още непълнолетен син Карл Лудвиг. На 10 декември 1807 г. регентката трябва да се откаже от владетелството и Кралство Етрурия е обявено чрез държавно решение от 30 май 1808 г. за част от Френската империя. Образуват се три департаменти. Кралят и майка му трябвало да получат обезщетения от френските завладени територии на Португалия, което не се състои, заради скъсването на отношенията между Наполеон и испанските Бурбони през 1808 г.
През 1809 г. обаче бившето Кралство Етрурия е дадено от Наполеон на неговата сестра Елиза като Велико херцогство Тоскана, което през 1814 г. тя трябва да даде обратно отново на великия херцог Фердинанд III, а Дом Бурбон-Парма е обезщетен с Херцогство Лука.

## Крале на Етрурия
- 1801 – 1803: Лудвиг I (Lodovico, Luigi di Borbone)
- 1803 – 1807: Карл Лудвиг (Carlo Lodovico, Luigi di Borbone)